# MYO1A
MYO1A‏ (Myosin IA) هوَ بروتين يُشَفر بواسطة جين MYO1A في الإنسان.